# صالح نجفی
صالح نجفی (متولد سال ۱۳۵۴) پژوهشگر، نویسنده و مترجم حوزهٔ فلسفه، سینما و هنر است. او فرزند محمدعلی نجفی، کارگردان و فیلمنامه‌نویس ایرانی، و برادر آیت نجفی است. نجفی عضو هیئت علمی مؤسسهٔ مطالعات سیاسی_اقتصادی پرسش است.
وی در سال ۱۳۶۴ به همراه آیت نجفی، برادرش در سریال بوعلی سینا نقش کودکی بوعلی سینا را بازی کرد.

### ترجمه
- مرض تا به موت، سورن کیرکگور، تهران، نشر مرکز، ۱۴۰۲
- هوموساکر، جورجو آگامبن، ترجمهٔ صالح نجفی، مراد فرهادپور، تهران: نشر مرکز، ۱۴۰۲.
- یا این یا آن (جلد دوم)، سورن کیرکگور، صالح نجفی (مترجم)، محسن ملکی (ویراستار)، تهران: نشر مرکز، ۱۴۰۰
- فلسفهٔ پول، گئورگ زیمل، ترجمهٔ صالح نجفی، جواد گنجی، تهران: نشر مرکز، ۱۳۹۹. شابک ‎۹۷۸-۹۶۴-۴۲۱-۳۴۵۲۶
- حرمت‌شکنی‌ها، جورجو آگامبن، ترجمهٔ صالح نجفی، مراد فرهادپور، تهران: نشر مرکز، ۱۳۹۸.
- یا این یا آن (جلد اول)، سورن کیرکگور؛ صالح نجفی (مترجم)، محسن ملکی (ویراستار)، تهران: نشر مرکز، ۱۳۹۸.
- سال رؤیاهای خطرناک، اسلاوی ژیژک، ترجمه: صالح نجفی و رحمان بوذری، تهران: انتشارات هرمس، ۱۳۹۷
- کوتاه‌ترین سایه: مفهوم حقیقت در فلسفهٔ نیچه، النکا زوپانچیچ. ترجمهٔ صالح نجفی، علی عباس‌بیگی، تهران: انتشارات هرمس، ۱۳۹۶. شابک ‎۹۷۸-۶۰۰-۴۵۶-۰۰۶-۱
- فرضیهٔ کمونیسم، آلن بدیو. ترجمهٔ مراد فرهادپور، صالح نجفی. تهران‏‫: نشر مرکز‏‫، ۱۳۹۶. شابک: ‏‫‭۹۷۸-۹۶۴-۲۱۳-۳۸۶-۴‬
- کانت و مارکس، کوجین کاراتانی. ترجمهٔ مراد فرهادپور، صالح نجفی. تهران: هرمس‏‫، ۱۳۹۶. شابک: ‏‫‬۹۷۸-۶۰۰-۴۵۶-۰۱۴-۶
- عباس کیارستمی و فیلم _ فلسفه، نوشتهٔ مَتیو اَبوت. ترجمهٔ صالح نجفی، تهران، نشر لگا، ۱۳۹۶.
- تکرار، سورن کیرکگور؛ صالح نجفی (مترجم)، محسن ملکی (ویراستار)، تهران: نشر مرکز، ۱۳۹۶.
- چگونه کیرکگور بخوانیم، جان دی. کاپوتو، ترجمهٔ صالح نجفی، تهران: نشر نی، ۱۳۹۶.
- چگونه فروید بخوانیم، جاش کوهن، ترجمهٔ صالح نجفی، تهران: نشر نی، ۱۳۹۵. شابک ‎۹۷۸-۹۶۴-۱۸۵-۵۰۵-۷
- مفهوم آیرونی با ارجاع مدام به سقراط، سورن کیرکگور؛ ترجمهٔ صالح نجفی، ویراستار: محسن ملکی، تهران: نشر مرکز، ۱۳۹۵. شابک ‎۹۷۸-۹۶۴-۲۱۳-۲۸۰-۵
- آلن بدیو: فلسفه - سیاست - هنر - عشق. گردآوری و ترجمه: مراد فرهادپور، صالح نجفی، علی عباس‌بیگی. تهران: رخ‌داد نو‏‫، ‏‫۱۳۸۹. شابک ‎۹۷۸-۶۰۰-۵۶۲۵-۲۰-۲
- قانون و خشونت: گزیده مقالات جورجو آگامبن، کارل اشمیت، والتر بنیامین و… . گزینش و ویرایش مراد فرهادپور، امید مهرگان، صالح نجفی. تهران: رخداد نو‏‫، ‏‫‬‏۱۳۸۹. شابک ‎‭‏‫‬‏۹۷۸-۶۰۰-۵۶۲۵-۰۵-۹‬
- اخلاق و نامتناهی: گفتگوهای امانوئل لویناس با فیلیپ نمو، ل‍وی‍ن‍اس، ام‍ان‍وئ‍ل. ترجمهٔ مراد فرهادپور و صالح نجفی. تهران: رخ‌دادنو‏‫‏، ۱۳۸۸. شابک ‎۹۷۸-۶۰۰-۵۶۲۵-۱۶-۵
- بنیاد کلی‌گرایی پل قدیس و منطق حقیقت، آلن بدیو. ترجمهٔ مراد فرهادپور، صالح نجفی. تهران: ماهی‏‫، ‏‫۱۳۸۷. شابک ‎۹۷۸-۹۶۴-۹۹۷۱-۶۰-۵
- دیکانستراکشن و پراگماتیسم، ریچارد رورتی، سایمون کریچلی، ویراستاران: ارنستو لاکلائو، صالح نجفی، شیوا رویگریان، شانتال موفه، ناشر: انتشارات گام نو
- کین‌توزی، ماکس شلر، صالح نجفی (مترجم)، جواد گنجی (مترجم)، ناشر: نشر ثالث
- موسی و یکتاپرستی، زیگموند فروید، صالح نجفی (مترجم)، ناشر: رخ‌داد نو
- وسایل بی‌هدف: یادداشت‌هایی در باب سیاست، جورجو آگامبن، ترجمه: صالح نجفی، امید مهرگان، ناشر: نشر چشمه
- تنهایی دم مرگ، نوربرت الیاس، صالح نجفی (مترجم)، امید مهرگان (مترجم)، ناشر: انتشارات گام نو
- کژ نگریستن: مقدمه‌ای بر ژاک لاکان، اسلاوی ژیژک، صالح نجفی (مترجم)، مازیار اسلامی (مترجم)، ناشر: رخ‌داد نو
- حوزه‌های عدالت در دفاع از کثرت گرایی و برابری، مایکل والزر، صالح نجفی (مترجم)، ناشر: نشر ثالث
- گئورگ لوکاچ در انقلاب مجارستان، دیوید کتلر، صالح نجفی (مترجم)، ناشر: انتشارات گام نو
- توسعه و آزادی، آمارتیاکومارسن، ترجمه: حسن فشارکی زاده، صالح نجفی، ناشر: وزارت امور خارجه، مؤسسه چاپ و انتشارات - ۱۳۸۲
- نقد اجتماعی پست مدرنیته: بحران‌های هویت، رابرت دان، صالح نجفی (مترجم)، ناشر: پردیس دانش
- هایدگر: قدم اول، جف کالیز، هوارد سلینا، صالح نجفی (مترجم)، ناشر: پردیس دانش
- در باب مدارا، مایکل والترز، صالح نجفی (مترجم)، ناشر: شیرازه - ۱۳۸۳

### تالیف
- مجموعهٔ عشق در سینما، صالح نجفی (درسگفتار مکتوب)، تهران، نشر لگا، ۱۳۹۸.
- مجموعهٔ فیلم به‌مثابهٔ فلسفه، صالح نجفی (درسگفتار مکتوب)، تهران، نشر لگا، ۱۳۹۷.